# その名はバレット
『その名はバレット』（原題：Barrett）は、シド・バレットが1970年に発表した2作目のソロ・アルバム。

## 解説
1970年2月24日、シドはBBCの番組『The John Peel Show』のために5曲を録音し、3月14日にオン・エアされるが、その中には本作収録曲「ジゴロおばさん」「ベイビー・レモネード」「興奮した象」も含まれていた。この時の録音は、1987年に『The Peel Sessions』というタイトルでCD化される。そして、2月26日に本格的なレコーディングを開始。プロデュースは、ピンク・フロイドのデヴィッド・ギルモアが中心となり、前作『帽子が笑う…不気味に』に参加したロジャー・ウォーターズは「もう誰もシドをプロデュースできない」と発言して、本作には関与しなかった。
レコーディングの途中の6月6日には、シドはデヴィッド・ギルモアとジェリー・シャーリーを従えて、ピンク・フロイド脱退後としては初めて公衆の前でライヴを行うが、4曲だけでステージを降りた。
ジャケット・デザインはヒプノシスが担当し、イギリス盤の初回盤は、ジャケットがエンボス仕様となっていた。本作は全英チャート・インを果たせなかった。本作はシドにとって最後のオリジナル・アルバムとなり、1974年発売の2枚組LP『何人をも近づけぬ男』は、前作『帽子が笑う…不気味に』（ここでは『気狂い帽子が笑っている』というタイトルになっている）と本作を抱き合わせただけの内容で、以後も未発表音源集や、既発音源を流用したコンピレーション・アルバムしかリリースされていない。

## 収録曲
全曲シド・バレット作詞・作曲。
1. ベイビー・レモネード - "Baby Lemonade" - 4:06
2. ラヴ・ソング - "Love Song" - 2:59
3. ドミノ - "Dominoes" - 4:03
4. あたりまえ - "It Is Obvious" - 2:54
5. ラット - "Rats" - 2:54
6. メイシー - "Maisie" - 2:46
7. ジゴロおばさん - "Gigolo Aunt" - 5:42
8. 腕をゆらゆら - "Waving My Arms in the Air" - 2:07
9. 嘘はいわなかった - "I Never Lied to You" - 1:47
10. 夢のお食事 - "Wined and Dined" - 2:53
11. ウルフパック - "Wolfpack" - 3:41
12. 興奮した象 - "Effervescing Elephant" - 1:50
下記7曲は1993年リマスターCDのボーナス・トラック。
13. ベイビー・レモネード (テイク1) - "Baby Lemonade" (Take 1) - 3:46
14. 腕をゆらゆら (テイク1) - "Waving My Arms in the Air" (Take 1) - 2:13
15. 嘘はいわなかった (テイク1) - "I Never Lied to You" (Take 1) - 1:48
16. ラヴ・ソング (テイク1) - "Love Song" (Take 1) - 2:32
17. ドミノ (テイク1) - "Dominoes" (Take 1) - 0:40
18. ドミノ (テイク2) - "Dominoes" (Take 2) - 2:36
19. あたりまえ (テイク2) - "It Is Obvious" (Take 2) - 3:51

## 参加ミュージシャン
- シド・バレット - ボーカル、ギター
- デヴィッド・ギルモア - 12弦ギター、ベース、オルガン、ドラムス
- リチャード・ライト - キーボード、ピアノ
- ジェリー・シャーリー - ドラムス、パーカッション
- ウィリー・ウィルソン - ドラムス、パーカッション
- ヴィク・セイウェル - チューバ (on 12.)